# Јереј (Колорадо)
Јереј (енгл. Ouray) град је у америчкој савезној држави Колорадо.

## Демографија
По попису из 2010. године број становника је 1.000, што је 187 (23,0%) становника више него 2000. године.
| Група             | 2000.       | 2010.       |
| Белци             | 746 (91,8%) | 895 (89,5%) |
| Афроамериканци    | 3 (0,4%)    | 1 (0,1%)    |
| Азијати           | 5 (0,6%)    | 8 (0,8%)    |
| Хиспаноамериканци | 52 (6,4%)   | 82 (8,2%)   |
| Укупно            | 813         | 1.000       |